# جوي بيشوب
جوي بيشوب (بالإنجليزية: Joey Bishop)‏ مواليد 3 فبراير 1918 في الولايات المتحدة - الوفاة 17 أكتوبر 2007 في نيوبورت بيتش، الولايات المتحدة، هو ممثل وكوميدي أمريكي بدأ مسيرته الفنية سنة 1948. من أعماله ذا دلتا فورس. امتدت مسيرته الفنية لأكثر من 48 عاما.

## روابط خارجية
- جوي بيشوب على موقع IMDb (الإنجليزية)
- جوي بيشوب على موقع روتن توميتوز (الإنجليزية)
- جوي بيشوب على موقع ألو سيني (الفرنسية)
- جوي بيشوب على موقع ميوزك برينز (الإنجليزية)
- جوي بيشوب على موقع تيرنر كلاسيك موفيز (الإنجليزية)
- جوي بيشوب على موقع أول موفي (الإنجليزية)
- جوي بيشوب على موقع قاعدة بيانات برودواي على الإنترنت (الإنجليزية)
- جوي بيشوب على موقع قاعدة بيانات برودواي على الإنترنت (الإنجليزية)
- جوي بيشوب على موقع قاعدة بيانات الأفلام السويدية (السويدية)
- جوي بيشوب على موقع إن إن دي بي (الإنجليزية)